# Мокеев, Геннадий Яковлевич
Генна́дий Я́ковлевич Моке́ев (22 ноября 1932 — 18 января 2021) — архитектор, историк градостроительства, кандидат архитектуры, профессор Российской академии живописи, ваяния и зодчества, действительный член Академии архитектурного наследия, академик архитектуры, член Президиума Всероссийского общества охраны памятников истории и культуры, член Союза писателей России, Почётный гражданин города Можайска.
Автор многочисленных графических реконструкций архитектурного облика Пскова, Новгорода, Смоленска, Суздаля, Владимира, Можайска.

## Биография
Родился 22 ноября 1932 года в городе Магнитогорске.
В 1960-е годы окончил строительный факультет Уральского политехнического института в городе Челябинске и проработал три года главным архитектором города Рудный Кустанайской области, а затем на Полюстровском домостроительном комбинате в Ленинграде.
В 1971 году окончил аспирантуру Центрального научно-исследовательского института теории и истории Мособлреставрации в Москве, в ведении которой находились памятники Бородинского поля. В этот период инициировал описание всех памятников и добился их восстановления и открытия отдельной Бородинской реставрационной мастерской, а также передачи Можайского Лужецкого Ферапонтова монастыря и Никольского кафедрального собора в музейный фонд страны.
В 1987 году принял участие как руководитель, совместно с В. Виноградовым и А. Трениным, в конкурсе Главного архитектурно-проектного управления Москвы на разработку идеи Генерального плана развития Москвы, Московской области и архитектурно-планировочной организации центральной части города. Проект был отмечен третьей премией конкурса, что явилось признанием достоинств представленной работы. Особое место в проекте занимала охрана и восстановления памятников Древней Москвы.
С 1993 года возглавлял сектор русского градостроительства и архитектуры при Центральном музее древнерусской культуры и искусства им. Андрея Рублева.
Был одним из инициаторов Макарьевских чтений. При его непосредственном участии началась реставрация Спасо-Бородинского и Лужецкого монастырей. По его проекту в соавторстве с архитектором Олегом Журиным в 1990—1993 гг. восстановлен Казанский собор на Красной площади в Москве. По инициативе Мокеева был сооружён и установлен в Троицком соборе Пскова макет Псковского кремля по состоянию на XV век.
В 2007 году Мокееву Геннадию Яковлевичу присвоено звание Почетного гражданина города Можайска.

## Основные книги и публикации
статьи
- Москва — памятник древнерусского градостроительного искусства // Наука и жизнь. 1969. — № 9. — С. 28-32.
- Красная площадь в Кремле времени Дмитрия Донского // Памятники Отечества: альманах Всероссийского общества охраны памятников истории и культуры. Вып. 1 (1). — М. : Советская Россия, 1980. — 174 с. — С. 92-94 (в соавторстве с В. Д. Чёрным)
- Что такое перси Пскова? // Архитектурное наследство: сб. ст. — Вып. 19. — М. Издательство литература по строительству, 1972. — С. 27-31
- Перси Пскова (по историческим данным и морфологическим признакам) // Архитектурное наследство: сб. ст. — Вып. 20. — М., 1972. — С. 15-31
- Древнерусские крепости комбинированного типа // сб. научных трудов ЦНИИ теории и истории архитектуры «Архитектурное наследство». — М., 1973. — С. 72-85
- Черты своеобразия в структурах городов восточных и западных славян // Архитектурное наследство : сб. научных трудов ЦНИИ теории и истории архитектуры. — М. : Стройиздат, 1975. — Вып. 23 : Национальное своеобразие и взаимовлияния архитектуры народов СССР. — С. 3-13
- Столичный центр Пскова конца XV в. // Архитектурное наследство : сб. ст. М. : Стройиздат, 1975. — Вып. 24 : Проблемы архитектурного ансамбля. — С. 60-71
- Типология древнерусских городов // Архитектурное наследство. — Вып. 25: Проблемы градостроительства IV—XIX вв. — М., 1976. — С. 3—12.
- Многоглавые храмы Древней Руси // Архитектурное наследство. — Вып. 26: Традиции и новаторство в зодчестве народов СССР. — М., 1978. — С. 41—53.
- О типичном русском храме XVII в. // сб. научных трудов ЦНИИ теории и истории архитектуры «Архитектурное наследство». № 29. — М., 1981. — С. 70-79 (в соавторстве c М. П. Кудрявцевым)
- О своеобразии древнерусской архитектуры. // ж. «Юный художник». 1981. — № 7, — С. 20-23. (в соавторстве c М. П. Кудрявцевым)
- Системные элементы планировки древней Москвы. // Архитектурное наследство. Вып. 30. Малоизученные вопросы зодчества народов СССР. — М. : СТРОЙИЗДАТ, 1982. — С. 5-12
- О типичном русском храме XVII в. // Архитектурное наследство. — Вып. 29 : Проблемы композиции. — М. : СТРОЙИЗДАТ, 1985. — С. 70-79 (в соавторстве с М. П. Кудрявцевым)
- Трансформация древнерусских городов // Архитектурное наследство. — М.: Стройиздат, 1986. — Вып. 34. — С. 8-16 (в соавторстве с И. Ю. Меркуловой)
- Первостроитель стольной Москвы. // Памятники Отечества: альманах Всероссийского общества охраны памятников истории и культуры. Вып. 1(15). — М. : Советская Россия, 1987. — 167 с. — С. 27-32
- Кашин XVI—XVII веков и города сходного типа // Архитектурное наследство : сб. ст. М. : Стройиздат, 1988. — Вып. 36 : Русская архитектура. — С. 163—174 (в соавторстве с И. Ю. Меркуловой)
- Преображение Древнего Киева. // Альманах «Памятники Отечества». 1988. — № 1
- О возрождении исторической Москвы. // Альманах «Памятники Отечества», № 2, 1988
- Якоже Горний Иерусалим. // ж. «Мир Божий», № 1, 1996 (Статья на сайте «Русское Воскресение»)
- Система обороны Пскова от Новгорода. // сб. Памятники старины, том 2, СПб-Псков, 1997
  - Система обороны Пскова от Новгорода. // Мир Божий. 1997. — № 2.
- Символы рая на Русском Севере // Мир Божий. 1997. — № 2. — С. 86.
- Москва Священная // Мир Божий. 1998. — № 3.
- Три Владимира // Новая книга. 1998. — № 7
- Архитектурные химеры Москвы. // Молодая Гвардия. 1998. — № 1, 6; 1999. № 2, (Часть первая; Часть вторая; Часть третья)
- Известия об исчезнувшем граде Боричеве // Новая книга России. 1999. — № 3.
- Кашин в святых символах // Наука и религия. 1999 — № 8.
- Царский зодчий Абросим Максимов. // Новая книга России. 1999 — № 7
- Мистика Большого Гнезда. // Новая книга России, 1999 — № 8.
- Святилище Великой Руси. // Новая книга России, 1999. — № 10.
- Символ Небесного града Калуги. // Новая книга России. 1999. — № 11
- О градостроительном символе «Москва — Второй Иерусалим» // Богословские труды. 1999. — № 35. — С. 167—170.
- Символ Небесного града Колы. // Новая книга России. 2000 — № 2.
- Кирилл Псковский — величайший зодчий Древней Руси // Псковский край: сборник. 2000
- Божий глас Священного Кремля. // Новая книга России. 2000. — № 4.
- Перси Святой Троицы Пскова. // Новая книга России. 2000. — № 16.
- Огни Москвы. // Наука и религия. 2000. — № 7
- Три сотни бесстрашных // Национальные интересы. 2000. — № 5-6
- Страна-крепость Русь // Новая книга России. 2000. — № 12; 2001. — № 1; № 2 (Часть первая; Часть вторая)
- Три Софии. // ж. «Новая книга России», № 5, 2001 (Статья на сайте «Русское Воскресение»)
- Триста рыцарей Арея. О происхождении древнерусских городов. // ж. «Новая книга России», № 9, № 10, № 11, 2001 (Часть первая; Часть вторая, Часть третья)
- Комбинированные крепости Руси // Новая книга России. 2002. — № 2.
- Судьба Златоглавой Священной Москвы // Новая книга России. 2002. — № 4, № 5, № 6, № 7, № 8, (Часть первая; Часть вторая; Часть третья; Часть четвертая; Часть пятая)
- Русская цивилизация в памятниках архитектуры и градостроительства. Феодальный период. // ж. «Новая книга России», № 9, № 10, № 11, № 12, 2002 (Часть первая; Часть вторая; Часть третья)
- Слободское стрелецкое кольцо Москвы. // Новая книга России. 2003. — № 4; № 5.
- Честь имею! К проблеме восстановления храма св. Николы Стрелецкого // Русское воскресение, 15.02.2003
- Дом Святой Троицы Православной Руси. Проблема восстановления // Новая книга России". 2003. — № 6
- Отец городов русских. // Новая книга России. 2003. — № 7; № 8
- О поклонении святому Николе Чудотворцу в Москве и Можайске. // Новая книга России. 2003. — № 2.
- Рим первый и «Рим» последний. // Новая книга России. 2004. — № 4; № 5
- Щит Отечества. // Новая книга России. 2004. — № 6; № 7.
- Кремник Даниила Московского. // Новая книга России. 2004. — № 10.
- О символике русских храмов // Макарьевские чтения. — Вып. XII. Можайск — Терра. 2005. — С. 275—279
- Прикремлёвский мемориал. // Новая книга России: 2005. — № 2 (Часть первая; Часть вторая)
- Фёдор — мастер Святой Троицы. // Человек верующий в культуре Древней Руси. Материалы международной научной конференции 5 — 6 декабря 2005 года. — СПб., 2005. — C. 133—137. (Статья на сайте Музея имени Андрея Рублева)
- Кому нужен ажиотаж вокруг могилы преп. Андрея Рублева. // «Русский Вестник», 2005
- О символике русских храмов // Макарьевские чтения. — Вып. XII. Можайск — Терра. 2005. — С. 275—279
- Главная церковь Святой Руси. // О Русская земля. 2006. — № 1
- Еремей Псковский. // Новая книга России. 2006. — № 3
- Псков при Александре Невском. // Новая книга России. 2006. — № 7.
- Великие зодчие Святой Троицы. // О Русская земля. 2006. — № 3
- Можайский рубеж // Новая книга России. 2006. — № 12; 2007. — № 1; № 2
  - Можайский рубеж // Московская Русь и западный мир: материалы XIV Российской научной конференции, посвященной памяти Святителя Макария. Вып. 14 / ред., сост. Л. С. Кертанова, ред., сост. А. К. Крылов. — М. : Можайский полиграфкомбинат, 2007. — 352 с. — С. 316—235
- Священный Верх Златоглавой Москвы. // О Русская земля. 2007. — № 2.
- Забытая страна Московь // Боровицкий холм. Антология. — М.: Рубежи XXI, 2007. — 440 с. — С. 122—156. — (История городов мира). — ISBN 978-5-347-00021-0.
- От крепостных ворот до городского собора // Московская Русь и западный мир: материалы XIV Российской научной конференции, посвященной памяти Святителя Макария. Вып. 14 / ред., сост. Л. С. Кертанова, ред., сост. А. К. Крылов. — М. : Можайский полиграфкомбинат, 2007. — 352 с. — С. 249—254
- Рим первый и «Рим» последний // «Москва — Третий Рим»: материалы XV Российской научной конференции, посвященной памяти Святителя Макария. Вып. 15. — М. : Можайский полиграфкомбинат, 2008. — 608 с. — С. 524—548
- Городовые символы Волоколамска и Боровска // Макариевские чтения: «Христианская символика». — Можайск, 2009. — Вып. 16. — С. 388.
- Обоснования к Проектному предложению по воссозданию древней гвардейской святыни русской армии

книги
- Столичный центр вечевого Пскова: Лекция. — Москва : Знание, 1971. — 36 с. — (Из цикла «Памятники русской культуры»/ Всесоюз. о-во «Знание». Всерос. о-во охраны памятников истории и культуры).
- Каменная летопись старой Москвы. — М.: Современник., 1985. (в соавторстве c М. П. Кудрявцевым) 
(Авторы награждены Дипломом Московского добровольного общества любителей книги РСФСР, как лауреаты конкурса на лучшую книгу о Москве и москвичах, изданных в 1985 году.)
- Можайск — священный город русских, XVI в. — М. : Кедр, 1992. — 127 с. — ISBN 5-7037-0256-9
- Москва. 850 лет, т. 1, кн. 1, М., 1996
- Град Святого Николы Можайского = The town of St. Nicholas of Mozhaysk : исторические очерки. — Можайск (Моск. обл.) : Можайский полиграфкомбинат, 2008. — 107 с. — ISBN 978-5-8493-0072-6
- Небесный град Святой Руси : монография. — Москва : ИХТИОС, 2007. — 253 с. — (О Русская земля : приложение к журналу «Новая книга России»). — ISBN 5-8402-0236-3
- Московь. — Москва : [б. и.], 2007. — 128 с.
- Можайский рубеж : Боровск-Верея-Можайск-Руза-Волоколамск : [исторические очерки]. — Можайск : Изд. Можайского ПК, 2011. — 191 с.
- Русская цивилизация в памятниках архитектуры и градостроительства. Под ред. проф. А. А. Барабанова. М., Институт русской цивилизации, 2012. — 480 с., илл.
- Тройное солнце Лапландии: Собор Воскресения Христова города Колы: История, реконструкции, символика. — М.: Искательпресс, 2016. — 112 с.
- Русская цивилизация в памятниках архитектуры и градостроительства. — Москва : Астрея-центр, cop. 2017. — 316 с. — ISBN 978-5-903311-33-0